# Chương trình chiếu mạng
Chương trình chiếu mạng (tiếng Anh: web series), trong đó bao gồm cả phim chiếu mạng (tiếng Anh: web drama), là một series các video có kịch bản hoặc ngẫu hứng, thường ở dạng các tập phim ngắn, được phát hành trên mạng Internet và là bộ phận của hình thức truyền hình chiếu mạng, vốn nổi lên lần đầu vào cuối những năm 1990 và ngày càng nổi tiếng vào đầu những năm 2000 cho đến thời điểm hiện tại. Một thực thể đơn lẻ của một chương trình chiếu mạng có thể gọi là một tập hoặc "tập mạng", tuy nhiên thuật ngữ thứ hai ít khi được sử dụng. Về đại thể, chương trình chiếu mạng có thể được xem trên một loạt các nền tảng như: máy tính để bàn, máy tính xách tay, máy tính bảng và điện thoại thông minh với các trang như Youtube, Netflix,.... Chúng cũng có thể được theo dõi trên truyền hình.
Năm 2013, trang web truyền phát video Netflix nhận được đề cử Giải Primetime Emmy đầu tiên ở hạng mục truyền hình chiếu mạng chỉ phát trực tuyến bản gốc tại Giải Primetime Emmy lần thứ 65. Ba trong số các chương trình chiếu mạng của trang web này là House of Cards (Ngôi nhà thẻ bài), Arrested Development và Hemlock Grove đều giành được đề cử cùng năm đó.